# 中西龍
中西 龍（なかにし りょう、1928年6月16日 - 1998年10月29日）は、元NHKアナウンサー、ナレーター。東京都出身。

## 来歴・人物
1953年に明治学院大学英文科を卒業後、NHK入局（同学年の同僚に鈴木健二がいる）。熊本、鹿児島、旭川、富山、名古屋、大阪(昭和45年～47年)、東京などで勤務した。独特の濁り漂う声質と淡々とした話術で『NHKのど自慢』の司会、『ひるのプレゼント』の司会、時代劇『文五捕物絵図』、NHK大河ドラマ『国盗り物語』、『きらめくリズム』、『みんなの茶の間』、文芸作品の朗読などを担当。NHK在職中、美空ひばりの懇願で彼女が歌う民放番組の収録に協力。ライブテープにも声の出演を果たしている。1970年代後半ごろには、週一度の泊勤務の際にNHKラジオ第2放送で22時から放送される気象通報を担当することもあった。一人称として「私」ではなく「当マイクロフォン」を使った。1977年から1991年までNHKラジオ第1放送で放送された『にっぽんのメロディー』では、「歌に思い出が寄り添い、思い出に歌は語りかけ、そのようにして歳月は静かに流れていきます。」のオープニングナレーションがリスナーに強い印象を残した。思い入れたっぷりの語り口は、アナウンサーとしては異例ながら、歌謡番組にはぴったりとはまり人気を呼ぶ。ほぼ同じオープニングナレーションで「そして、今このひとときを、きらめくリズムが彩る」で締めるテレビ番組『きらめくリズム』（ビッグバンドによる歌謡曲演奏番組）もあった。1980年前後には、毎年暮に放送される明智小五郎ものの連続ラジオドラマのナレーターでは、明智を演じる広川太一郎に次ぐ第二主役ともいうべき名調子ぶりで、原作当時の流行歌などをたっぷり織り込む箇所では「ここでしばし、にっぽんのメロディの時間です」などと脚本の遊びもあった。1984年6月16日、NHKを希望退職。『にっぽんのメロディー』のほか、フジテレビ『鬼平犯科帳』やCMのナレーションを担当し、フリーとして活動の場を広げた。
1998年10月29日、脳梗塞のため死去。

## 主な出演番組

### NHK時代
- NHKのど自慢（1970年4月 - 8月23日）
- 現代の科学
- ひるのプレゼント
- 文五捕物絵図（1967年4月7日 - 1968年10月11日） - ナレーション
- 大河ドラマ『国盗り物語』（1973年1月7日 - 12月23日） - ナレーション
- ふりむくな鶴吉（1974年10月11日 - 1975年10月3日） - ナレーション
- きらめくリズム
- みんなの茶の間
- ひるのいこい

その他

### フリー時代
- にっぽんのメロディー（NHK）
- 鬼平犯科帳（フジテレビ）ナレーション
- 木曜スペシャル・これが決定版!プロ野球爆笑珍プレー好プレー（日本テレビ）「プロ野球戦国絵巻・国盗り物語」のナレーション
- 花のあすか組!（フジテレビ）ナレーション他
- 歌の道しるべ（JFNC）
- おとなのふりかけ（永谷園）ナレーション
- じゃらん（リクルート）ナレーション

## 著書
- ことばつれづれ
- 続・ことばつれづれ 中西龍の書翰　教育出版センター、1978年11月20日発行。
- 続・続ことばつれづれ 中西龍書翰集2　教育出版センター、1979年10月5日発行。
- 龍凧あがれ 私の日日　鳩の森書房、1979年11月3日発行
- 雲白くたかく 私の日日　鳩の森書房、1980年1月25日発行。
- 人を恋い　唄に酔う　柏書房、1984年7月10日発行。
- 小さなドラマ（句文集）　紅ファクトリー、1984年7月10日発行。
- 『にっぽんのメロディー : 放送詞文集』中西龍を支持する会、1982年1月10日。NDLJP:12276026。
- 歌に思い出が－放送詞文集・続にっぽんのメロディー　中西龍刊行会、1982年12月20日発行。
- 背なに吹く風　中西龍刊行会、1985年6月16日発行。
- 『俳句の手帳－味わい方・つくり方－』柏書房、10月10日。ISBN 4-7601-0289-2。
- 俳句の楽しみ方
- 私の俳句鑑賞（1987年）